# Bischofssee
Der Bischofssee ist ein See im Kreis Plön im deutschen Bundesland 
Schleswig-Holstein nördlich der Ortschaft Bosau. Er ist ca. 48 ha groß und bis zu 14 m tief. Er wird durch die Insel Bischofswarder vom übrigen Großen Plöner See getrennt.

## Sehenswürdigkeiten und Bauwerke
Am Südufer befindet sich die Petrikirche zu Bosau.